# Poliedro
| Tetraedro regular Sólido platônico      | Pequeno dodecaedro estrelado Poliedro de Kepler-Poinsot |
| Icosidodecaedro Sólido de Arquimedes    | Grande cubicoctaedro Poliedro estrelado uniforme        |
| Triacontaedro rômbico Sólido de Catalan | Um poliedro toroidal                                    |

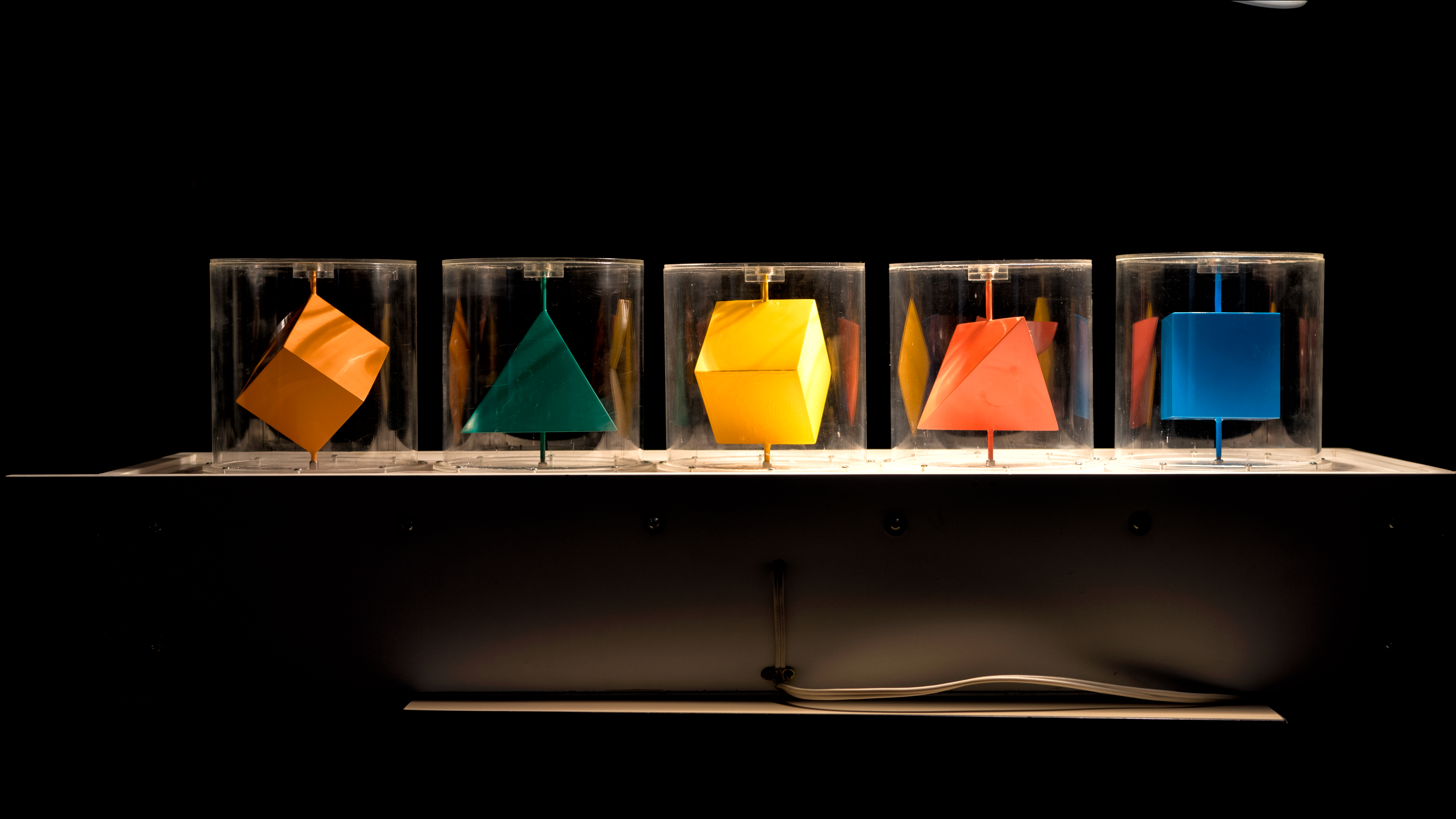
Alguns poliedros fixados em um eixo
(Matemateca IME-USP)

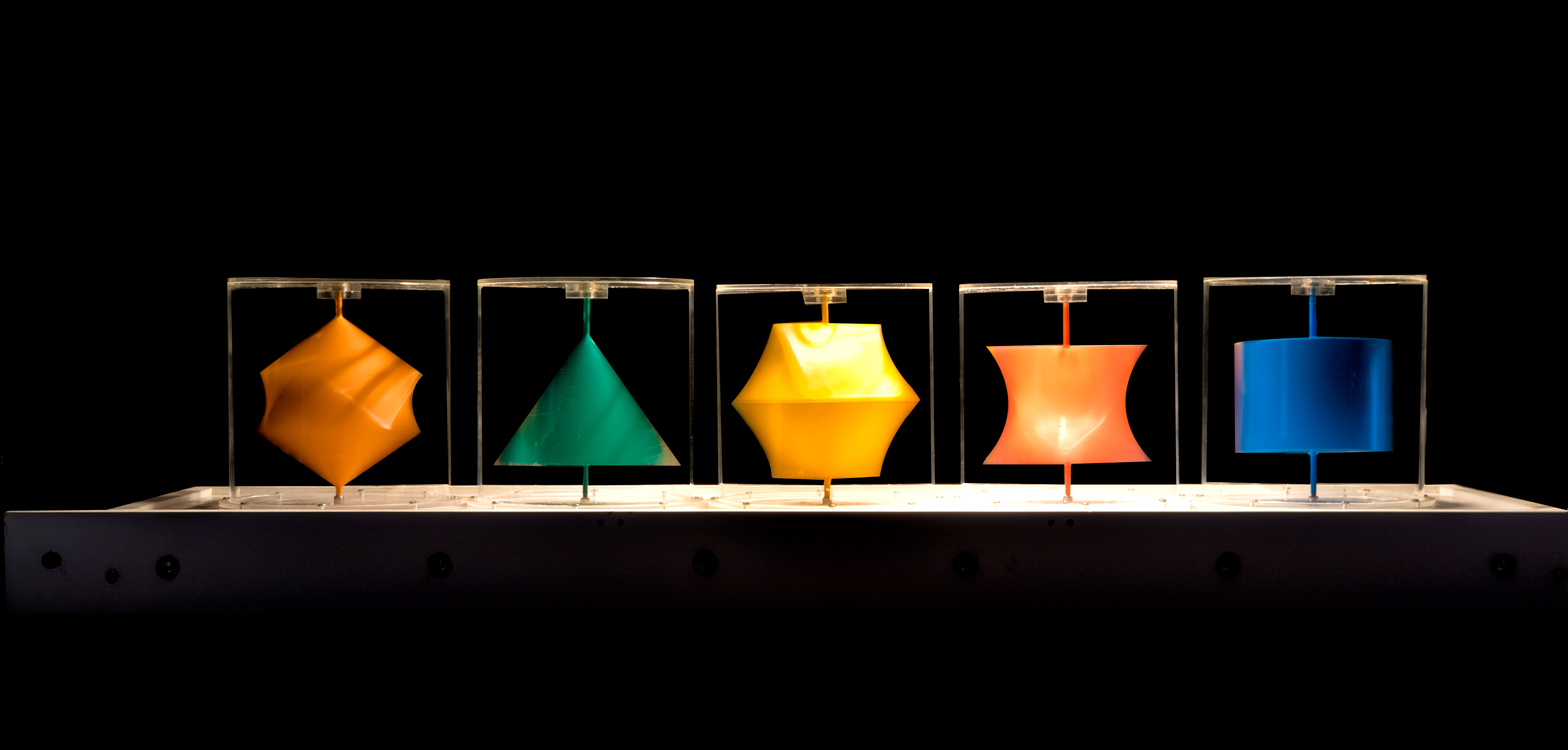
Poliedros em revolução ao redor de um eixo fixado
(Matemateca IME-USP)
thumb|280px|Video demonstrando uma revolução de poliedros

Em geometria elementar, o poliedro (poliedros ou poliedros plurais) é um sólido em três dimensões (eixo dos "X", "Y", "Z",…) com faces poligonais planas, bordas retas (arestas) e cantos ou vértices acentuados. A palavra poliedro vem do grego clássico πολύεδρον, o poly- (tronco de πολύς, "muitas") + -hedra (forma de ἕδρα, "faces").
Cubos e pirâmide são exemplos de poliedros.
Diz-se que o poliedro é convexo se sua superfície (compreendendo suas faces, arestas e vértices) não se intercepta e o segmento de linha que une quaisquer dois pontos do poliedro está contido no interior ou na superfície.
Um poliedro é um exemplo tridimensional do politopo mais geral em qualquer número de dimensões.

## Bases para definição

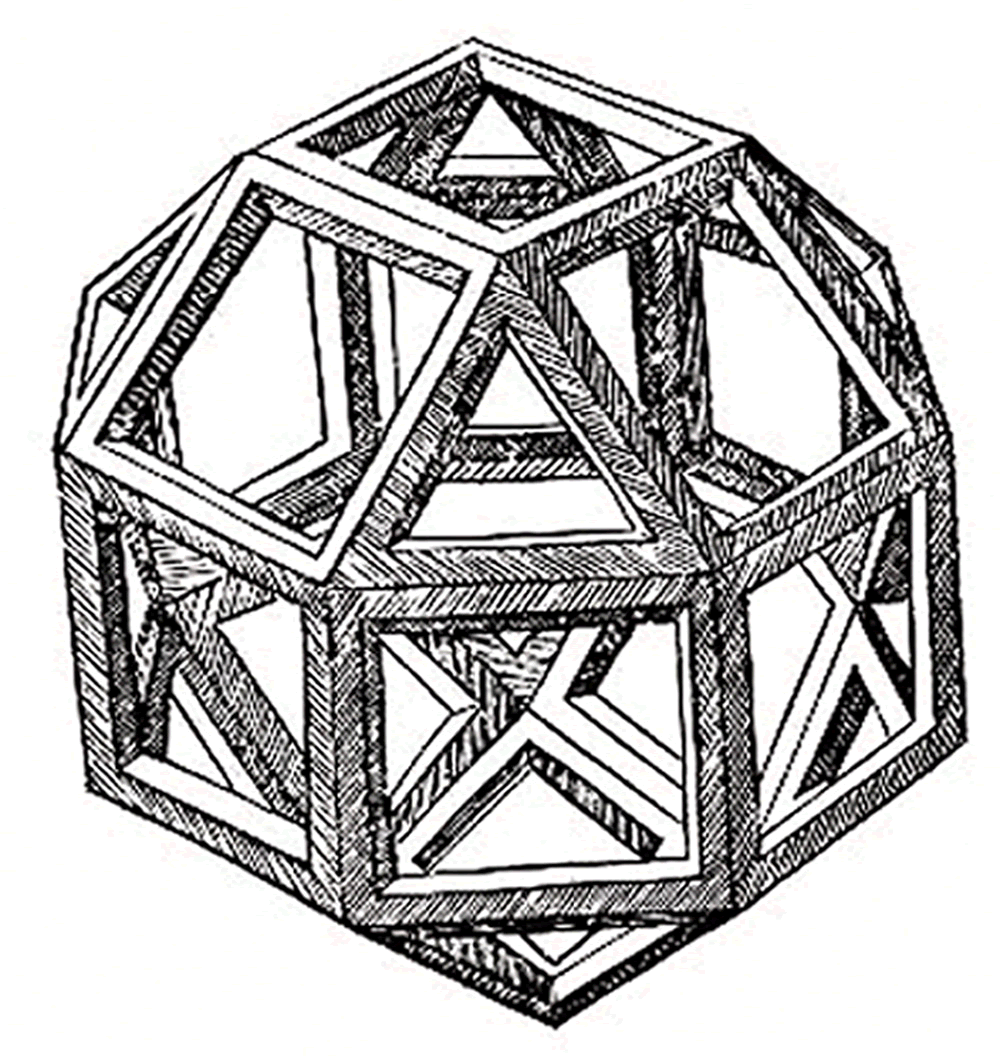
Um poliedro esqueletal (especificamente, o rombicuboctaedro) desenhado por Leonardo da Vinci para ilustrar um livro de Luca Pacioli.

Na geometria elementar, as faces são polígonos — regiões de planos — que se encontram em pares ao longo de suas arestas, que são segmentos de linha reta, e com as arestas se encontrando em pontos de vértice. Tratar um poliedro como um sólido delimitado por faces planas e bordas retas não é muito preciso; Por exemplo, é difícil conciliar com poliedros estrela. Grünbaum (1994, p.43) observou: "O Pecado Original na teoria dos poliedros remonta a Euclides, e através de Kepler, Poinsot, Cauchy e muitos outros. [em que] em cada estágio … os escritores falharam definindo o que são os "poliedros" … "Muitas definições de" poliedro "foram dadas em contextos particulares, alguns mais rigorosos do que outros. Por exemplo, as definições baseadas na ideia de uma superfície de delimitação em vez de um sólido são comuns. No entanto, essas definições nem sempre são compatíveis em outros contextos matemáticos.
Uma abordagem moderna trata o poliedro geométrico como uma injeção no espaço real, a realização, de algum poliedro abstrato. Qualquer poliedro pode ser construído a partir de diferentes tipos de elemento ou entidade, cada um associado com um número diferente de dimensões:
- 3 dimensões: O interior é o volume limitado pelas faces. Pode ou não ser realizado como um corpo sólido.

- 2 dimensões: A face é um polígono delimitado por um circuito de arestas e geralmente também o plano (região) dentro do limite. Estas faces poligonais formam a superfície poliédrica.

- 1 dimensão: Uma aresta une um vértice a outro e um a outro, e é geralmente um segmento de linha. As bordas juntas formam o esqueleto poliédrico.

- 0 dimensões: Um vértice (vértices múltiplos) é um ponto de canto.

Diferentes abordagens — e definições — podem exigir realizações diferentes. Às vezes, o volume interno é considerado como sendo parte do poliedro, às vezes apenas a superfície é considerada e, ocasionalmente, apenas o esqueleto de bordas ou mesmo apenas o conjunto de vértices.
Em tais definições elementares geométricas e baseadas em conjuntos, o poliedro é tipicamente entendido como sendo um exemplo tridimensional do politopo mais geral em qualquer número de dimensões. Por exemplo, um polígono tem um corpo bidimensional e sem faces, enquanto um 4-politopo tem um corpo de quatro dimensões e um conjunto adicional de "células" tridimensionais.
Em outras disciplinas matemáticas, o termo "poliedro" pode ser usado para se referir a uma variedade de construções especializadas, algumas geométricas e outras puramente algébricas ou abstratas. Em tais contextos, a definição do termo "poliedro" pode não ser consistente com um politopo, mas em contraste com ele.

## Características

### Superfície de um Poliedro
Uma característica definidora de quase todos os tipos de poliedros é que apenas duas faces se unem ao longo de qualquer bordo comum. Do mesmo modo, qualquer aresta encontra apenas dois vértices, um em cada extremidade. Estas duas características são duplas entre si e asseguram que a superfície poliédrica está ligada continuamente e não termina abruptamente ou se separa em direções diferentes.
Por razões semelhantes, a superfície pode não ser divisível em duas partes, de modo que cada parte é um poliedro válido. Isso exclui tanto os poliedros compostos auto-intersectantes quanto as figuras unidas apenas por um vértice ou uma aresta, como dois tetraedros unidos em um ápice comum.
Cada poliedro simples (sem intersecção automática) tem pelo menos duas faces com o mesmo número de arestas.

### Números de faces
Poliedros podem ser classificados e muitas vezes são nomeados de acordo com o número de faces. O sistema de nomeação é baseado no grego clássico, por exemplo tetraedro (4), pentaedro (5), hexaedro (6), triacontaedro (30), e assim por diante.

### Característica Topológica
A classe topológica de um poliedro é definida por sua característica e orientabilidade de Euler.
Nesta perspectiva, qualquer superfície poliédrica pode ser classificada como um certo tipo de coletor topológico. Por exemplo, a superfície de um poliedro convexo ou mesmo simplesmente conectado é uma esfera topológica.

### Teorema de Euler/Relação de Euler
A característica de Euler x relaciona o número de vértices V, bordas E, e faces F de um poliedro. Isto é igual à característica topológica de Euler de sua superfície. Para um poliedro convexo ou quase todo poliedro simplesmente conectado (isto é, com superfície uma esfera topológica),x = 2.
Para formas mais complicadas, a característica de Euler refere-se ao número de furos toroidais, alças ou tampas cruzadas na superfície x será menor que 2. A descoberta de Leonhard Euler da característica que carrega seu nome marcou o começo da disciplina moderna da topologia.
Em todo poliedro com A arestas, V vértices e F faces, vale a relação:
V + F = A + 2 ou V - A + F = 2
Essa relação é verdadeira para todos os poliedros convexos.
Os poliedros regulares são conhecidos desde a antiguidade. O livro XIII dos "Elementos" de Euclides (cerca de 300 a.C.) é inteiramente dedicado aos sólidos regulares e contém extensos cálculos que determinam, para cada um, a razão entre o comprimento da aresta e o raio da esfera circunscrita.
A soma dos ângulos internos de todas as faces de um poliedro convexo é:
S = (V – 2) × 4r = (V – 2) × 360
Onde V é o número de vértices e r é o ângulo reto (90º).

#### Orientação

Auto-interseção Klein-bottle, aproximando-se como poliedro quadrilateral

Alguns poliedros têm dois lados distintos de sua superfície, por exemplo, o interior e exterior em um modelo de papel de um poliedro convexo pode ser dada de uma cor diferente ,a cor interior será escondido da vista. Dizemos que a figura é orientável. Alguns poliedros orientáveis não convexos têm regiões viradas "de dentro para fora" de modo que ambas as cores aparecem no exterior em lugares diferentes.
Mas para alguns poliedros, como o tetrahemihexaedro, isso não é possível e a superfície é dita ser unilateral. Tal poliedro não é orientável.
Todos os poliedros com a característica Euler de número ímpar χ não são orientáveis. Uma dada figura com mesmo χ <2 pode ou não ser orientável.

## Dualidade
O octaedro é dual de um cubo.Para cada poliedro existe um poliedro dual, tendo:

O octaedro é dual de um Cubo
- Faces no lugar dos vértices do original e vice-versa,

- O mesmo número de arestas

- A mesma característica e orientabilidade de Euler

O dual de um poliedro convexo e de muitos outros poliedros pode ser obtido pelo processo de reciprocidade polar.
Poliedros duplos existem em pares. O dual de um dual é apenas o poliedro original novamente. Alguns poliedros são auto-dual, o que significa que o dual do poliedro é congruente com o poliedro original.

### Figura de Vértice
Para cada vértice pode-se definir uma figura de vértice, que descreve a estrutura local do poliedro em torno do vértice. Definições precisas variam, mas uma figura de vértice pode ser pensado como o polígono exposto onde uma fatia através do poliedro corta um canto. Se a figura do vértice é um polígono regular, então o vértice em si é dito ser regular.

### Volume
Poliedro Regular
Qualquer poliedro regular pode ser dividido em pirâmides congruentes, tendo cada pirâmide uma face do poliedro como sua base e o centro do poliedro como seu ápice. A altura de uma pirâmide é igual ao inradius do poliedro. Se a área de uma face é e o inradius é, então o volume da pirâmide é um terço da base vezes a altura. Para um poliedro regular com faces, seu volume é simplesmente.
Por exemplo, um cubo com bordas de comprimento, tem seis faces, cada face sendo um quadrado de área. O inradius do centro da face para o centro do cubo é, então o volume dado é:
 a fórmula usual para o volume de um cubo.

#### Poliedros orientáveis
O volume de qualquer poliedro orientável pode ser calculado usando o teorema da divergência. Considere o campo vetorial cuja divergência é idêntica a 1. O teorema da divergência implica que o volume é igual a uma integral de superfície de:
Quando Ω é a região encerrada por um poliedro, uma vez que as faces de um poliedro são planas e possuem vetores normais constantes por partes. Onde é o baricentro da face, é seu vetor normal e é sua área. Uma vez que as faces são decompostas em um conjunto de triângulos que não se sobrepõem com normais de superfície apontando para fora do volume, o volume é um sexto da soma sobre os produtos triplos das nove coordenadas cartesianas dos vértices dos triângulos.
Como pode ser difícil enumerar as faces, a computação de volume pode ser desafiadora e, portanto, existem algoritmos especializados para determinar o volume (muitos destes generalizam para polítopos convexos em dimensões mais altas).

## Definição formal

Um poliedro é um conjunto de pontos que pode ser escrito na forma:
- {\displaystyle \{{x}\in {R}^{n}|Ax\geq b,A\in {R}^{m\times n},b\in {R}^{m}\}.}

Portanto um poliedro é a intersecção de semi-espaços. Dizemos que um poliedro está no formato padrão se ele é escrito como:
- {\displaystyle \{{x}\in {R}^{n}|Ax=b,x\geq 0,A\in {R}^{m\times n},b\in {R}^{m}\}}

É possível demonstrar que qualquer poliedro pode ser escrito na forma padrão.

## Exemplos de poliedros

Cubo
Antiprisma Base Quadrada
Antiprisma quadrado torcido
Pirâmide pentagonal
Pirâmide quadrada
Rombicosidodecaedro parabidiminuído
Tetraedro
Tetraedro truncado
Hebesfenomegacorona
Cúpula pentagonal

## Operações de transformação sobre sólidos

### Poliedros duais

Dual cubo-octaedro

O poliedro dual é obtido ligando os centros de todos os pares de faces adjacentes de qualquer sólido, produzindo-se outro sólido menor.
Quando há a dualidade entre dois poliedros dizemos que estes são poliedros conjugados.

### Truncatura
A Truncatura de um Sólido consiste na remoção dos vértices de um sólido (poliedro). Com isso adquirimos um novo poliedro com  mais faces diferentes.

### Acumulação
A Acumulação de sólidos é a operação dual da truncatura e consiste em substituir as faces poligonais por pirâmides, cúpulas, prismas ou outros poliedros.

### Snubificação
A Snubificação de um Poliedro consiste em afastar as faces do poliedro, rodar as mesmas um certo ângulo (normalmente 45º) e preencher o espaço vazio entre as novas faces com triângulos.

### Expansão
A Expansão de Sólido é um caso especial de uma Snubificação sem rotação.
A operação consiste em afastar todas as faces do poliedro e preencher os espaços vazios resultantes com polígonos (triângulos, rectângulos, pentágonos, etc.). Ou seja é uma operação onde um poliedro permite a origem de outro poliedro.

### Composição
Composição de Sólido consiste em colocar vários poliedros (ou sólidos) partilhando o mesmo centro. O poliedro resultante chama-se Poliedro composto.

### Estrelamento
O estrelamento de um poliedro consiste em estender os planos definidos pelas suas faces até se intersectarem, formando assim um novo sólido.

## Poliedros regulares
Existem 9 poliedros regulares que são os cinco sólidos platônicos de faces regulares e os 4 poliedros de Kepler-Poinsot.

### Sólidos platônicos
São apenas cinco os poliedros platônicos e, consequentemente, são apenas cinco os poliedros regulares convexos.
|                      | Tetraedro      | Hexaedro | Octaedro      | Dodecaedro     | Icosaedro.     |
| -------------------- | -------------- | -------- | ------------- | -------------- | -------------- |
| Vértices             | 4              | 8        | 6             | 12             | 20             |
| Arestas              | 6              | 12       | 12            | 30             | 30             |
| Faces                | 4              | 6        | 8             | 12             | 20             |
| Forma Face           | Triângulo      | Quadrado | Triângulo     | Pentágono      | Triângulo      |
| Ângulo Diedro (1)    | 70°32'         | 90°      | 109°28'       | 116°34'        | 138°11'        |
| Ângulo Central (2)   | 109°28'        | 70°32'   | 90°           | 41°49'         | 63º26'         |
| Raio Insfera (3)     | 0,2141 A       | 0,5 A    | 0,4082 A      | 1,1135 A       | 0,7558 A       |
| Raio (4) Meiosfera   | 0,3536 A       | 0,7071 A | 0,5 A         | 1,3092 A       | 0,8090 A       |
| Raio (5) Circunsfera | 0,6124 A       | 0,8660 A | 0,7071 A      | 1,4013 A       | 0,9511 A       |
| Superfície           | 1,7321 A²      | 6 A²     | 3,4641 A²     | 20,6457 A²     | 7,6631 A²      |
| Volume               | 0,1179 A³      | A³       | 0,4714 A³     | 7,6631 A³      | 20,6457 A³     |
| Altura               | 0,8165 A (V-F) | A (F-F)  | 0,7071A (V-V) | 2,2270 A (F-F) | 1,5116 A (F-F) |

- A = comprimento da aresta.[16]
- (1) - Ângulo diedro — ângulo entre duas faces
- (2) - Ângulo central — ângulo entre dois raios da Circunsfera tomados a partir de dois vértices de uma aresta
- (3) - Insfera — esfera interna ao Poliedro — tangente ao ponto central de todas as faces
- (4) - Meiosfera — esfera média ao Poliedro — tangente ao ponto médio de todas as arestas.
- (5) - Circunsfera — esfera externa ao Poliedro — tangente a todos os vértices.

### Poliedros de Kepler-Poinsot
São poliedros que são simultaneamente regulares e não convexos.
Existem apenas quatro:
|  |  |  |  |

## Poliedros não regulares

### Sólidos de Arquimedes
|  |  |  |  |  |  |  |  |  |  |  |  |  |

Sólidos de Arquimedes ou poliedros semi-regulares são poliedros convexos cujas faces são polígonos regulares de mais de um tipo. Todos os seus vértices são congruentes, isto é, existe o mesmo arranjo de polígonos em torno de cada vértice. Além disso, todo vértice pode ser transformado em outro vértice por uma simetria do poliedro. Existem apenas treze poliedros arquimedianos.
Onze são obtidos truncando sólidos platônicos:
O Tetraedro truncado, o Cuboctaedro, o Cubo truncado, o Octaedro truncado, o Rombicuboctaedro, o Cuboctaedro truncado, o Icosidodecaedro, o Dodecaedro truncado, o Icosaedro truncado, o Rombicosidodecaedro e o Icosidodecaedro truncado.
Dois que são obtidos por snubificação de sólidos platônicos:
O Cubo snub e o Icosidodecaedro snub. Estes dois sólidos têm caso isomórfico, quer dizer uma figura de espelho correspondente.
Os sólidos duais dos sólidos de Arquimedes são os Sólidos de Catalan.

### Prismas e Antiprismas
Os prismas e antiprismas são grupos infinitos.
Os Prismas são constituídos por duas faces paralelas chamadas diretrizes que dão o nome ao prisma, e uma série de retângulos, tantos como lados da face diretriz. Por exemplo, o prisma cujas faces diretrizes são triangulares chama-se prisma triangular e compõe-se de 2 triângulos e 3 retângulos; tem 9 arestas e  6 vértices de ordem 3 de onde convergem sempre dois retângulos e um triângulo. Outro exemplo seria o Prisma decagonal composto de 2 decágonos + 10 rectângulos; tem 30 arestas e 20 vértices de ordem 3.
Os antiprismas são poliedros constituídos por duas faces poligonais iguais e paralelos chamadas diretrizes, ligados por triângulos.
O número de triângulos é igual ao número de lados da face diretriz multiplicado por dois; assim o antiprisma pentagonal (figura) compõe-se de 2 pentágonos e 10 triângulos; tem 10 vértices e 20 arestas.

### Pirâmides e Bipirâmides
Pirâmide de n-lados é um poliedro formado pela ligação de todos os vértices de um lado poligonal de n lados com um único ponto, chamado vértice da pirâmide, através de n faces triangulares.
Bipirâmide ou dipirâmide é um poliedro formado juntando a uma pirâmide e sua imagem do espelho na base. Exemplo Octaedro.

### Sólidos de Catalán
Os Sólidos de Catalan são os sólidos duais dos sólidos de Arquimedes
Os Sólidos de Catalan são 13:
O Tetraedro triakis; o Dodecaedro rômbico; o Octaedro triakis; o Hexaedro tetrakis; o Icositetraedro deltoidal; o Dodecaedro disdiakis; o Icositetraedro pentagonal; o Triacontaedro rômbico; o Icosaedro triakis; o Dodecaedro pentakis; o Hexecontaedro deltoidal; o Triacontaedro disdiakis e o Hexecontaedro pentagonal.

### Deltaedros
Um deltaedro é um poliedro cujas faces são todas triângulos equiláteros. Há infinitos deltaedros, mas apenas oito são convexos:
- 3 Poliedros regulares convexos (consequentemente sólidos platônicos)
  - Tetraedro
  - Octaedro
  - Icosaedro
- 5 Poliedros não uniformes convexos (5 dos Sólidos de Johnson)
  - Bipirâmide triangular
  - Bipirâmide pentagonal
  - Dispenoide snub
  - Prisma triangular triaumentado
  - Bipirâmide quadrada giralongada

### Trapezoedros
Um Trapezoedro ou deltoedro é um poliedro dual de um antiprisma. As suas faces são deltóides.

## Poliedro Convexo
Diz-se que um poliedro é convexo se sua superfície (compreendendo suas faces, arestas e vértices) não se intercepta e o segmento de linha que une quaisquer dois pontos do poliedro está contido no interior ou na superfície. Um poliedro convexo é às vezes definido como um conjunto convexo de pontos no espaço, a interseção de um conjunto de semi-espaços, ou o casco convexo de um conjunto de pontos. No entanto, muitas dessas definições não podem ser facilmente estendidas para incluir figuras auto-intersectantes, como os poliedros estrelares.
Classes importantes de poliedros convexos incluem os sólidos platônicos, sólidos de Arquimedes e duplos de Arquimedes ou sólidos catalães, e o deltahedra de faces regulares e sólidos de Johnson.
Os poliedros convexos, e especialmente as pirâmides triangulares ou os 3-símplex, são importantes em muitas áreas da matemática, especialmente aquelas relacionadas à topologia.

## Simetria
Muitos dos poliedros mais estudados são altamente simétricos.
Um poliedro simétrico pode ser girado e sobreposto na sua posição original de modo que suas faces e assim por diante tenham mudado de posição. Diz-se que todos os elementos que podem ser sobrepostos uns aos outros desta forma estão numa determinada "órbita de simetria". Por exemplo, todas as faces de um cubo estão em uma órbita, enquanto todas as bordas se encontram em outra. Se todos os elementos de uma dada dimensão, digamos todas as faces, estão na mesma órbita, a figura é dita "transitiva" nessa órbita. Por exemplo, um cubo tem um tipo de face para que seja face-transitivo, enquanto um cubo truncado tem dois tipos de face e não é. Esses poliedros podem ser distorcidos de modo que não sejam mais simétricos. Mas onde um nome poliédrico é dado, como o icosidodecaedro, a geometria mais simétrica é quase sempre implícita, a menos que indicado de outra forma.
Existem vários tipos de poliedros altamente simétricos, classificados por qual tipo de elemento — faces, arestas e / ou vértices — pertencem a uma única órbita de simetria:
- Regular se é vértice transitivo, borda-transitivo e face-transitivo (isto implica que cada face é o mesmo polígono regular, mas também implica que cada vértice é regular).

- Quase-regular se é  vértice transitivo e borda-transitivo (e, portanto, tem faces regulares), mas não face-transitivo. Um duplo quase regular é transitivo de face e transitivo de borda (e, portanto, cada vértice é regular), mas não vértice transitivo.

- Semi-regular se é  vértice-transitivo, mas não aresta-transitivo, e cada face é um polígono regular. (Esta é uma das várias definições do termo, dependendo do autor. Algumas definições se sobrepõem com a classe quase-regular). Esses poliedros incluem os prismas semirregulares e anti-prismáticos. Um semi-regular dual é face-transitivo, mas não Vértice-transitivo, e cada vértice é regular.

- Uniforme se for vértice transitivo e toda face for um polígono regular, isto é, regular, quase-regular ou semi-regular. Um dual uniforme é face-transitivo e tem vértices regulares, mas não é necessariamente vértice-transitive).

- Isogonal ou vértice transitivo se todos os vértices forem iguais, no sentido de que para quaisquer dois vértices existe uma simetria do poliedro mapeando o primeiro isométricamente sobre o segundo.

- Isotoxal ou transitivo de borda se todas as arestas forem as mesmas, no sentido de que para quaisquer duas arestas existe uma simetria do poliedro mapeando a primeira isometricamente sobre a segunda.

- Isoédro ou transitiva de face se todas as faces forem iguais, no sentido de que para quaisquer duas faces exista uma simetria do mapeamento do poliedro, a primeira isometricamente sobre a segunda.

- Nobre se é transitivo de face e transitivo de vértice (mas não necessariamente transitivo de borda). Os poliedros regulares são também nobres; Eles são os únicos poliedros uniformes nobres.

Um poliedro pode pertencer ao mesmo grupo geral de simetria que um de maior simetria, mas será de menor simetria se tiver vários grupos de elementos em diferentes órbitas de simetria. Por exemplo, o cubo truncado tem seus triângulos e octógonos em órbitas diferentes.
Algumas classes de poliedro têm apenas um único eixo principal de simetria. Estes incluem as pirâmides, bem como os prismas semirregulares e antiprisms.

### Poliedro Regular
Poliedros regulares são os mais altamente simétricos. No total, existem nove poliedros regulares.
Os cinco exemplos convexos são conhecidos desde a antiguidade e são exemplos de sólidos platônicos. Estes são a pirâmide triangular regular ou tetraedro regular, o cubo (hexaedro regular), o octaedro regular, o dodecaedro regular e o icosaedro regular:
|  |  |  |  |  |

Existem também quatro poliedros de estrelas regulares, conhecidos como os poliedros de Kepler-Poinsot.
O dual de um poliedro regular também é regular.

### Poliedros uniformes e seus duais
Poliedros uniformes são vértices-transitivos e cada face é um polígono regular. Podem ser subdivididos em regulares, quase regulares ou semi-regulares, e podem ser convexos ou estrelados.
Os duais uniformes têm faces irregulares, mas são face-transitivo e cada vértice figura é um polígono regular. Um poliedro uniforme tem as mesmas órbitas de simetria que o seu dual, com as faces e os vértices simplesmente trocados. Os duais dos poliedros convexos de Arquimedes são chamados às vezes de sólidos Catalán.
Os poliedros uniformes e seus duais são tradicionalmente classificados de acordo com seu grau de simetria e se são convexos ou não.
|               | Uniforme Convexo                      | Uniforme Convexo dual                 | Uniforme Estrelado          | Uniforme Estrelado dual     |
| ------------- | ------------------------------------- | ------------------------------------- | --------------------------- | --------------------------- |
| Regular       | Sólido platônico de faces congruentes | Sólido platônico de faces congruentes | Poliedros de Kepler–Poinsot | Poliedros de Kepler–Poinsot |
| Quase-regular | Sólido de Arquimedes                  | Sólido Catalán                        | (Sem nome especial)         | (Sem nome especial)         |
| Semiregular   | Sólido de Arquimedes                  | Sólido Catalán                        | (Sem nome especial)         | (Sem nome especial)         |
| Semiregular   | Prismas                               | Bipirâmide                            | Prisma Estrelado            | Bipirâmide Estrelada        |
| Semiregular   | Antiprisma                            | Trapézoedros                          | Antiprisma Estrelado        | Trapézio Estrelado          |

### Pirâmides
Pirâmides simétricas incluem alguns dos mais honrados e famosos de todos os poliedros, como as pirâmides egípcias de quatro lados.

### Poliedro Nobre
Um poliedro nobre é tanto isoédrico, quanto isogonal, mas não necessariamente iguais. Além dos poliedros regulares, há muitos outros exemplos.
O dual de um poliedro nobre também é nobre.

### Isoédro
Um isoedro é um poliedro com simetrias que atuam transitivamente em suas faces. Sua topologia pode ser representada por uma configuração de face. Todos os cinco sólidos platônicos e 13 sólidos catalán são isoedros, bem como as infinitas famílias de trapézios e pirâmides. Alguns isoedros permitem variações geométricas incluindo formas côncavas e auto-intersecção.

### Grupos de Simetria
Muitas das simetrias ou grupos de três dimensões são nomeados após poliedros com a simetria associada. Esses incluem:
- T - simetria tetraédrica quiral; O grupo de rotação para um tetraedro regular; Ordem 12.
- Td - simetria tetraédrica completa; O grupo de simetria para um tetraedro regular; Ordem 24.
- Th - simetria piritoédrica; A simetria de um piritoedro; Ordem 24.
- O - simetria octaédrica quiral, o grupo de rotação do cubo e octaedro; Ordem 24.
- Oh - simetria octaédrica completa; O grupo de simetria do cubo e do octaedro; Ordem 48.
- I - simetria icosaédrica quiral; O grupo de rotação do icosaedro e do dodecaedro; Ordem 60.
- Ih - simetria icosaédrica completa; O grupo de simetria do icosaedro e do dodecaedro; Ordem 120.
- Cnv - simetria piramidal
- Dnh - simetria prismática

- Dnv - simetria antiprismática.

Aqueles com simetria quiral não têm simetria de reflexão e, portanto, têm duas formas enantiomorfas que são reflexos uns dos outros. Exemplos incluem o cubododecaedro e icosidodecaedro.

## Poliedros com faces regulares
Além dos poliedros regulares e uniformes, há algumas outras classes que têm faces regulares, mas simetria total menor.

### Faces regulares iguais
Poliedros convexos onde cada face é o mesmo tipo de polígono regular, pode ser encontrado entre três famílias:
- Triângulos:[21] Estes poliedros são chamados deltaedro. Existem oito deltaedros convexos, compreendendo três dos poliedros regulares e cinco exemplos não-uniformes.
- Quadrados: O cubo é o único exemplo convexo. Outros podem ser obtidos juntando cubos juntos, embora cuidado deve ser tomado se coplanar faces devem ser evitadas.
- Pentágonos: O dodecaedro regular é o único exemplo convexo.

Poliedros com faces regulares congruentes de seis ou mais lados são todos não convexos, porque o vértice de três hexágonos regulares define um plano.
O número total de poliedros convexos com faces regulares iguais é, portanto, dez, compreendendo os cinco sólidos platônicos de faces congruentes e os cinco deltaédros não uniformes.

### Johnson sólidos
Norman Johnson procurou quais poliedros convexos não uniformes tinham faces regulares, embora não necessariamente todos iguais. Em 1966, ele publicou uma lista de 92 desses sólidos, deu-lhes nomes e números, e conjecturou que não havia outros. Victor Zalgaller provou em 1969 que a lista destes sólidos de Johnson estava completa.

## Outras famílias importantes de poliedros

### Stellation e Facetting
|  |  |  |  |  |  |  |

Constelação de um poliedro é o processo de estender as faces (dentro de seus planos) de modo que eles se encontram para formar um novo poliedro.
É o recíproco exato ao processo de facetting, que é o processo de remover partes de um poliedro sem criar nenhum novo vértice.

### Zonoedro
Um zonoedro é um poliedro convexo onde cada face é um polígono com simetria de inversão ou, equivalentemente, simetria sob rotações de 180 °.

### Poliedro toroidal
Um poliedro toroidal é um poliedro com uma característica de Euler de 0 ou menor, equivalente a um gênero de 1 ou maior, representando uma superfície de toro com um ou mais furos através do meio.

### Poliedro Spacefilling (Favo)
Main article: Honeycomb (geometry)
Um poliedro spacefilling embala com cópias de si mesmo para preencher o espaço. Esse tipo de empacotamento ou enchimento de espaço é muitas vezes chamado de tessellation de espaço ou um favo de mel. Alguns favos de mel envolvem mais de um tipo de poliedro.

### Poliedro Composto
Um composto poliédrico é constituído por dois ou mais poliedros que partilham um centro comum.
Compostos simétricos muitas vezes compartilham os mesmos vértices que outros poliedros bem conhecidos e muitas vezes também podem ser formados por constelações. Alguns estão listados na lista de modelos de poliedros Wenninger.

### Poliedro Ortogonal
Um poliedro ortogonal é uma de cujas faces se encontram em ângulo reto, e todas as suas arestas são paralelas a eixos de um sistema de coordenadas cartesiano. Além de uma caixa retangular, poliedros ortogonais são não convexos. Eles são os análogos 3D de polígonos ortogonais 2D, também conhecidos como polígonos retilíneos. Poliedros ortogonais são usados na geometria computacional, onde sua estrutura restrita permitiu avanços em problemas não resolvidos para poliedros arbitrários, por exemplo, desdobrando a superfície de um poliedro para uma rede poligonal.

## Generalizações de poliedros
O nome 'poliedro' veio a ser usado para uma variedade de objetos com propriedades estruturais semelhantes aos poliedros tradicionais.

### Apeiroedro
Apeirohedra
Uma superfície poliédrica clássica tem um número finito de faces, unidas em pares ao longo dos bordos. Se o número de faces se estende indefinidamente é chamado um apeiroedro. Exemplos incluem:
- Tilings ou tessellations do plano.
- Estruturas esponjosas chamadas de poliedros de inclinação infinita.

### Poliedro Complexo
Um poliedro complexo é aquele que é construído em complexo Espaço de Hilbert-3. Este espaço tem seis dimensões: três reais correspondendo ao espaço ordinário, cada um acompanhado por uma dimensão imaginária. Um poliedro complexo está matematicamente mais relacionado com as configurações do que com os poliedros reais.

### Poliedros curvos
Alguns campos de estudo permitem que os poliedros tenham faces curvas e arestas.

#### Poliedros esféricos
A superfície de uma esfera pode ser dividida por segmentos de linha em regiões delimitadas, para formar um poliedro esférico. Grande parte da teoria dos poliedros simétricos é mais convenientemente derivada dessa maneira.
Os primeiros poliedros sintéticos conhecidos são poliedros esféricos esculpidos em pedra, Poinsot usou poliedros esféricos para descobrir os quatro poliedros de estrelas regulares e Coxeter os usou para enumerar todos menos um dos poliedros uniformes.
Alguns poliedros, tais como hosoedro e diedro, existem apenas como poliedros esféricos.

#### Poliedros de preenchimento espacial curvo
Se as faces forem permitidas serem côncavas assim como convexas, as faces adjacentes podem ser feitas para se reunirem sem fenda. Alguns desses poliedros curvos podem ser compactados para preencher o espaço. Dois tipos importantes são:
- Bolhas em espuma e espuma, como Weaire-Phelan.[29]
- Spacefilling formulários utilizados na arquitetura.

### Poliedros de face oca ou esqueletais
Não é necessário preencher a face de uma figura antes de podermos chamá-la de poliedro. Por exemplo, Leonardo da Vinci criou modelos de quadros dos sólidos regulares, que ele desenhou para o livro de Pacioli, Divina Proportione. Nos tempos modernos, Branko Grünbaum (1994) fez um estudo especial desta classe de poliedros, na qual desenvolveu uma primeira ideia de poliedros abstratos. Ele definiu uma face como um conjunto de vértices ciclicamente ordenados, e permitiu que as faces fossem inclinadas e planas..

## Usos alternativos
A partir da segunda metade do século XX, várias construções matemáticas foram encontradas para ter propriedades também presentes em poliedros tradicionais. Em vez de confinar o termo "poliedro" para descrever um politopo tridimensional, foi adotado para descrever vários tipos relacionados mas distintos da estrutura.

### Poliedro Geral
Um poliedro foi definido como um conjunto de pontos no espaço afim real (ou euclidiano) de qualquer dimensão n que tenha lados planos. Pode também ser definida como a união de um número finito de poliedros convexos, onde um poliedro convexo é qualquer conjunto de pontos que é a intersecção de um número finito de semi-espaços. Ao contrário de um poliedro elementar, ele pode ser limitado ou ilimitado. Neste sentido, um politopo é um poliedro limitado.
Analiticamente, tal poliedro convexo é expresso como o conjunto de soluções para um sistema de desigualdades lineares. Definir poliedros desta forma fornece uma perspectiva geométrica para problemas na programação linear.
Muitas formas poliédricas tradicionais são poliedros gerais. Outros exemplos incluem:
- Um quadrante no plano. Por exemplo, a região do plano cartesiano que consiste em todos os pontos acima do eixo horizontal e à direita do eixo vertical: {(x, y): x ≥ 0, y ≥ 0}. Seus lados são os dois eixos positivos, e é de outra forma ilimitado.[34]

- Um octante em espaço euclidiano R³, {(x, y, z): x ≥ 0, y ≥ 0, z ≥ 0}.

- Um prisma de extensão infinita. Por exemplo, um prisma quadrático duplamente infinito no R³, consistindo de um quadrado no plano (x,y) varrido ao longo do eixo z: {(x, y, z): 0 ≤ x ≤ 1, 0 ≤ y ≤ 1}.

- Cada célula em uma tessellation de Voronoi é um poliedro convexo. Na tesselação de Voronoi de um conjunto S, a célula A correspondente a um ponto c∈S é limitada (daí um poliedro tradicional) quando c está no interior do casco convexo de S, e de outra forma (quando c fica no limite de O casco convexo de S) A é ilimitado.

### Poliedro topológico
Um politopo topológico é um espaço topológico dado juntamente com uma decomposição específica em formas que são topologicamente equivalentes a politopos convexos e que estão ligados uns aos outros de uma forma regular.
Tal figura é chamada simplicial se cada uma das suas regiões é um simplex, isto é, num espaço n-dimensional cada região tem n + 1 vértices. O dual de um politopo simplicial é chamado simples. Da mesma forma, uma classe amplamente estudada de politopos (poliedros) é a de poliedros cúbicos, quando o bloco de construção básico é um cubo n-dimensional.

### Poliedro Abstrato
Um politopo abstrato é um conjunto parcialmente ordenado de elementos cuja ordenação parcial obedece a certas regras de incidência (conectividade) e classificação. Os elementos do conjunto correspondem aos vértices, arestas, faces e assim por diante do politopo: os vértices têm o grau 0, as arestas 1, etc., com o ordenamento parcialmente ordenado correspondente à dimensionalidade dos elementos geométricos. O conjunto vazio, requerido pela teoria dos conjuntos, tem uma classificação de -1 e às vezes é dito que corresponde ao politopo nulo. Um poliedro abstrato é um politopo abstrato que tem o seguinte ranking:
- Rank 3: O elemento máximo, às vezes identificado com o corpo.
- Rank 2: As faces poligonais.
- Rank 1: As arestas.
- Rank 0: os vértices.
- Rank -1: O conjunto vazio, às vezes identificado com o politopo nulo.

Qualquer poliedro geométrico é então dito ser uma "realização" no espaço real do resumo.

### Poliedros e gráficos
Qualquer poliedro dá origem a um gráfico, ou esqueleto, com vértices e arestas correspondentes. Assim, a terminologia gráfica e as propriedades podem ser aplicadas a poliedros. Por exemplo:
- Devido ao teorema de Steinitz, os poliedros convexos estão em correspondência um-para-um com gráficos planares 3-conectados.

- O tetraedro dá origem a um gráfico completo (K4). É o único poliedro para fazê-lo.
- O octaedro dá origem a um gráfico fortemente regular, porque os vértices adjacentes sempre têm dois vizinhos comuns, e os vértices não adjacentes têm quatro.
- Os sólidos de Arquimedes dão origem a grafos regulares: 7 dos sólidos de Arquimedes são de grau 3, 4 de grau 4, e os restantes 2 são pares quirais de grau 5.

## História

### Pre-história
Poliedros apareceu em formas arquitetônicas antigas, como cubos e cubóides, com as primeiras pirâmides de quatro lados do antigo Egito também datam da Idade da Pedra.
Os etruscos precederam os gregos na sua consciência de pelo menos alguns dos poliedros regulares, como evidenciado pela descoberta perto de Pádua (no norte da Itália), no final do século XIX, de um dodecaedro feito de pedra-sabão e datado de mais de 2.500 anos (Lindemann , 1987).

### Civilização grega
Os primeiros registros escritos conhecidos dessas formas vêm de autores clássicos gregos, que também deram a primeira descrição matemática conhecida deles. Os gregos anteriores estavam interessados principalmente nos poliedros regulares convexos, que passaram a ser conhecidos como sólidos platônicos. Pitágoras conhecia pelo menos três deles, e Teeteu (cerca de 417 a.C.) descreveu os cinco. Eventualmente, Euclides descreveu sua construção em seus Elementos. Mais tarde, Arquimedes expandiu seu estudo para o poliedro uniforme convexo que agora leva seu nome. Sua obra original está perdida e seus sólidos descem até nós através de Papo de Alexandria.

### Civilização Islamica
Após o fim da era clássica, os estudiosos da civilização islâmica continuaram a levar o conhecimento grego para a frente.
O estudioso do século IX Thabit ibn Qurra deu fórmulas para o cálculo dos volumes de poliedros, como pirâmides truncadas.
Então, no século X, Abu'l Wafa descreveu os poliedros esféricos convexos regulares e quase regulares.

### Renascimento
Tal como acontece com outras áreas do pensamento grego mantido e reforçado por estudiosos islâmicos, o interesse ocidental em poliedros reviveu durante o Renascimento italiano. Artistas construíram poliedros esqueletais, retratando-os da vida como parte de suas investigações em perspectiva. Vários aparecem em painéis de marqueteria do período. Piero della Francesca deu a primeira descrição escrita da construção geométrica direta de tais visões em perspectiva de poliedros. Leonardo da Vinci fez modelos esqueléticos de vários poliedros e desenhou ilustrações deles para um livro de Pacioli. Uma pintura de um artista anónimo de Pacioli e um aluno descreve um vidro rhombicuboctahedron meio cheio com água.
À medida que a Renascença se espalhou além da Itália, artistas como Wenzel Jamnitzer, Dürer e outros também retrataram poliedros de vários tipos, muitos deles novos, em gravuras imaginativas.

### Poliedro estrelas
Por quase 2.000 anos, o conceito de um poliedro como um sólido convexo permaneceu como desenvolvido pelos matemáticos gregos antigos.
Durante o Renascimento formas de estrelas foram descobertos. Um tarsia de mármore no assoalho da basílica de Sr. Mark, Veneza, descreve um dodecaedro estrelado. Artistas como Wenzel Jamnitzer se deleitaram em retratar novas formas de estrelas de crescente complexidade.
Johannes Kepler (1571–1630) usou polígonos estelares, tipicamente pentagramas, para construir poliedros estelares. Algumas dessas figuras podem ter sido descobertas antes do tempo de Kepler, mas ele foi o primeiro a reconhecer que elas poderiam ser consideradas "regulares" se alguém removesse a restrição de que os politopos regulares deviam ser convexos. Mais tarde, Louis Poinsot percebeu que estrelas vértice figuras (circuitos ao redor de cada canto) também pode ser usado, e descobriu os restantes dois poliedros estrelas regulares. Cauchy provou a lista de Poinsot completa, e Cayley deu-lhes os nomes ingleses aceitos: (Kepler) o pequeno dodecaedro estrelado eo grande dodecaedro estrelado, e (Poinsot) o grande icosaedro e grande dodecaedro. Coletivamente, eles são chamados de poliedros Kepler-Poinsot.
Os poliedros Kepler-Poinsot podem ser construídos a partir dos sólidos platônicos por um processo chamado stellation. A maioria das estrelas não são regulares. O estudo de constelações dos sólidos platônicos foi dado um empurrão grande por H. S. M. Coxeter e outro em 1938, com o papel agora famoso Os 59 icosaedros.
O processo recíproco para constelação é chamado facetting. Cada constelação de um politopo é dual, ou recíproco, a algum facetting do politopo duplo. O poliedro de estrela regular também pode ser obtido facetando os sólidos platônicos. Ponte 1974 listou as facetas mais simples do dodecaedro, e reciproca-los para descobrir uma constelação do icosaedro que estava ausente do conjunto de "59". Mais foram descobertos desde então, e a história ainda não terminou.

### Fórmula e topologia de Euler
Dois outros desenvolvimentos matemáticos modernos tiveram um efeito profundo na teoria do poliedro.
Em 1750, o alemão Leonhard Euler considerou pela primeira vez as bordas de um poliedro, permitindo-lhe descobrir sua fórmula de poliedro relacionando o número de vértices, arestas e faces. Isso sinalizou o nascimento da topologia, às vezes chamada de "geometria da folha de borracha", e o francês Henri Poincaré desenvolveu suas ideias centrais por volta do final do século XIX. Isso permitiu que muitas questões de longa data sobre o que era ou não era um poliedro para ser resolvido.
Max Brückner resumiu o trabalho sobre os poliedros até à data, incluindo muitas descobertas próprias, em seu livro "Vielecke e Vielflache: Teoria do Geschichte" (Polígonos e poliedros: Teoria e História). Publicado em alemão em 1900, manteve-se pouco conhecido.
Enquanto isso, a descoberta de dimensões mais altas levou à ideia de um poliedro como um exemplo tridimensional do politopo mais geral.

### O renascimento do Século XX
Nos primeiros anos do século XX, os matemáticos haviam avançado e a geometria pouco estudada. A análise de Coxeter em The Fifty-Nine Icosaedro introduziu ideias modernas da teoria dos grafos e da combinatória no estudo dos poliedros, sinalizando um renascimento do interesse pela geometria.
O próprio Coxeter passou a enumerar pela primeira vez os poliedros uniformes estrela, a tratar os mosaicos do plano como poliedros, a descobrir os poliedros de inclinação regular e a desenvolver a teoria dos poliedros complexos descobertos pela primeira vez por Shephard em 1952, Contribuições para muitas outras áreas da geometria.
Na segunda parte do século XX, Grünbaum publicou obras importantes em duas áreas. Um deles foi em politopos convexos, onde ele notou uma tendência entre os matemáticos para definir um "poliedro" de maneiras diferentes e às vezes incompatíveis para atender às necessidades do momento. A outra era uma série de artigos que ampliam a definição aceita de um poliedro, por exemplo, descobrindo muitos novos poliedros regulares. No final do século XX, essas ideias se fundiram com outros trabalhos sobre complexos de incidência para criar a ideia moderna de um poliedro abstrato (como um 3-politopo abstrato), especialmente apresentado por McMullen e Schulte.

## Outros ficheiros
- Desafio poliedro